# Resolutie 1861 Veiligheidsraad Verenigde Naties
Resolutie 1861 van de Veiligheidsraad van de Verenigde Naties werd op 14 januari 2009 unaniem door de VN-Veiligheidsraad aangenomen. De resolutie verlengde het mandaat van de VN-vredesmacht in de Centraal-Afrikaanse Republiek en autoriseerde hen om vanaf maart de EUFOR-missie in buurland Tsjaad af te lossen.

## Achtergrond
In 2003 brak in de regio Darfur van Soedan een conflict uit tussen rebellen, die het oneens waren met de verdeling van olie-inkomsten uit de regio, en door de regering gesteunde milities. Laatstgenoemden gingen over tot etnische zuiveringen en er werden grove mensenrechtenschendingen gepleegd. Miljoenen mensen sloegen op de vlucht naar voornamelijk buurland Tsjaad. Door de grote toestroom van vluchtelingen raakte ook dat land gedestabiliseerd. In 2006 werd een opstand van rebellen in de kiem gesmoord en in 2007 werd een vredesverdrag met hen gesloten. Dat werd in 2008 door de rebellen verbroken waarna ze probeerden de hoofdstad Ndjamena in te nemen.

## Inhoud

### Waarnemingen
De Veiligheidsraad was bezorgd om de humanitaire gevolgen en de gevolgen voor de veiligheid in het oosten van Tsjaad en het noordoosten van de Centraal-Afrikaanse Republiek (CAR) van het geweld in de Soedanese regio Darfur. Gewapende activiteiten en bandieterij bedreigden de bevolking in die streken. Sinds kort spraken Tsjaad en Soedan wel weer met elkaar.
De Europese Unie had een EUFOR-operatie opgezet in Tsjaad en de CAR ter ondersteuning van de VN-missie MINURCAT in de CAR. Het mandaat hiervan liep af op 15 maart en beide landen vroegen dat het militaire component van MINURCAT dan in beide landen operationeel zou worden.

### Handelingen
De Veiligheidsraad verlengde de aanwezigheid in Tsjaad en de militaire aanwezigheid in de CAR met 12 maanden. Het mandaat van MINURCAT werd verlengd tot 15 maart 2010. Ook autoriseerde de Raad de inzet van een militair component van MINURCAT in zowel Tsjaad als de CAR na afloop van Eufors mandaat. De missie mocht dan bestaan uit maximaal 300 politieagenten, 25 verbindingsofficieren en 5200 militairen.
De taken van MINURCAT zouden inhouden:
- Zorgen voor veiligheid en bescherming van de bevolking,
- De mensenrechten promoten en zorgen voor ordehandhaving,
- De regionale vrede ondersteunen.

De vredesmacht werd onder hoofdstuk VII van het Handvest van de Verenigde Naties geautoriseerd om alle nodige maatregelen te nemen om dat mandaat te volbrengen, de humanitaire hulp te ondersteunen en het VN-personeel en VN-installaties te beschermen.
Voorts eiste de Veiligheidsraad dat gewapende groepen het geweld onmiddellijk staakten. Op alle partijen in Tsjaad en de CAR werd erop aangedrongen het vredesakkoord van 21 juni 2008 te respecteren.

## Verwante resoluties
- Resolutie 1778 Veiligheidsraad Verenigde Naties (2007)
- Resolutie 1834 Veiligheidsraad Verenigde Naties (2008)
- Resolutie 1913 Veiligheidsraad Verenigde Naties (2010)
- Resolutie 1922 Veiligheidsraad Verenigde Naties (2010)

Lijst ·  1860 ·  1861 ·  1862 ·  1863 ·  1864 ·  1865 ·  1866 ·  1867 ·  1868 ·  1869 ·  1870 ·  1871 ·  1872 ·  1873 ·  1874 ·  1875 ·  1876 ·  1877 ·  1878 ·  1879 ·  1880 ·  1881 ·  1882 ·  1883 ·  1884 ·  1885 ·  1886 ·  1887 ·  1888 ·  1889 ·  1890 ·  1891 ·  1892 ·  1893 ·  1894 ·  1895 ·  1896 ·  1897 ·  1898 ·  1899 ·  1900 ·  1901 ·  1902 ·  1903 ·  1904 ·  1905 ·  1906 ·  1907